# Flema Inglesa
Flema Inglesa és una pel·lícula muda dirigida per Segundo de Chomón i estrenada el 27 de maig de 1910. La pel·lícula té com a títol alternatiu “L'Epée du Spirite”.

## Argument
Un mosqueter arriba a una fonda i anuncia que té una espasa màgica capaç de transformar els objectes a la seva voluntat. Molt excitats, el personal i els hostes li demanen una demostració i ell, prenent l'espasa fa que sobre una taula apareguin unes estovalles, unes copes, un centre amb flors i uns canelobres. Aquests desapareixen tot seguit per aparèixer aleshores un esperit que es llança sobre el noi cambrer. Arribada la nit, el mosqueter, cansat de la demostració, demana una habitació i de seguida queda adormit. Aleshores un noi atacat entra a la cambra i li agafa l'espasa per fer ell també aparèixer coses davant de tothom. El resultat és desastrós: apareixen contínuament plats que li cauen al damunt deixant-lo inconscient. El plats es reparen sols, s'apilen i es converteixen en una mena de pilar flexible que es multiplica i el fan ballar. El terrabastall creat desperta el mosqueter que troba el criat enterrat sota una pila de plats i recupera la seva espasa.

## Equip tècnic
- Direcció: Segundo de Chomón
- Efectes especials: Segundo de Chomón
- Producció: Chomón y Fuster per a la Pathé Frères
- Fotografia: Segundo de Chomón

## Producció
El 1910 Segundo de Chomón torna a Barcelona i s'associa amb Joan Fuster Garí per rodar pel·lícules per a la Pathé Frères. Amb aquesta productora va rodar un total de 37 pel·lícules entre les que es troba “Flema Inglesa”. El mes de juny dissolen la societat, probablement perquè no tenia prou rendiment econòmic.